# M36 Jackson
M36 Jackson är en tung amerikansk pansarvärnskanonvagn som användes under andra världskriget.
Den var utrustad med en 90 mm kanon, som kunde penetrera allt samtida fientligt pansar. Amerikanernas pansarvärnskanonvagnar skilde sig från Nazitysklands och Sovjetunionens på så sätt att de amerikanska vagnarna var utrustade med torn. Dock hade tornet inget tak, för att spara vikt och för att den stora kanonen skulle få plats. Detta gjorde att fienden kunde kasta handgranater och skjuta in i tornet.